# Sphaerocarpaceae
Sphaerocarpaceae, porodica jetrenjarnica, dio je reda Sphaerocarpales. Postoje dva priznata roda unutar porodice

## Rodovi
1. Geothallus Campb.
2. Sphaerocarpos P. Micheli ex Boehm.